# Henry Montgomery (Bischof)

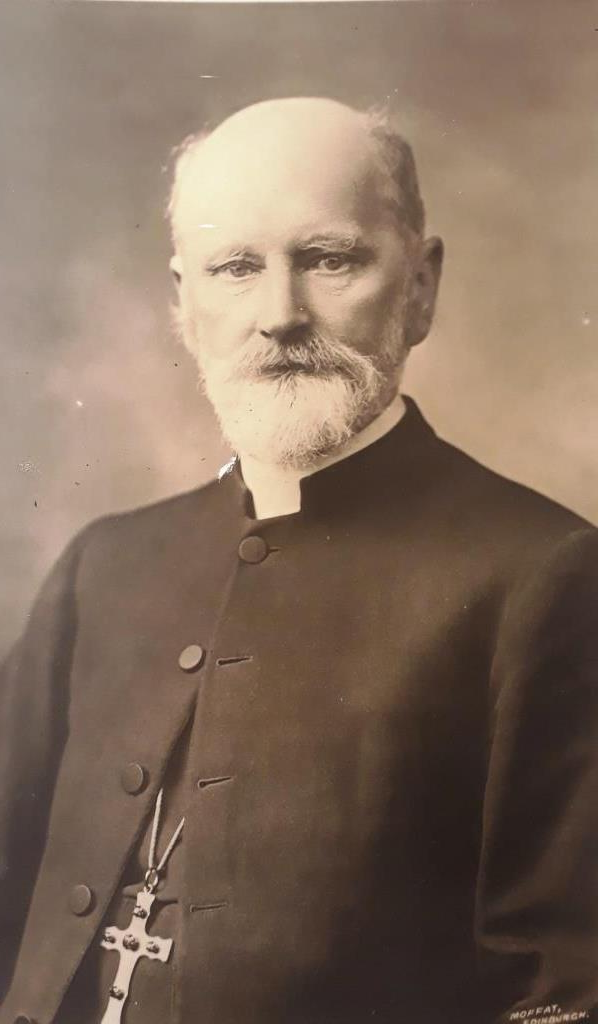
Henry Hutchinson Montgommery (1889)

Henry Hutchinson Montgomery (* 3. September oder 3. Oktober 1847 in Cawnpore, Britisch-Indien; † 25. November 1932 in Moville, Irland) war ein britischer anglikanischer Geistlicher und Bischof von Tasmanien.

## Leben

### Herkunft und frühe Jahre
Henry Montgomery war der älteste Sohn von Sir Robert Montgomery, dem Vizegouverneur des Punjab, und dessen Ehefrau Ellen Jane, geborene Lambert. Montgomery besuchte die Harrow School, wo er als Sportler herausragte. Er studierte am Trinity College in Cambridge, dort erlangte er 1870 einen Bachelor-, 1873 einen Mastergrad und wurde 1889 zum Doktor der Theologie promoviert.

### Kirchliche Laufbahn
Seine Ausbildung zum Geistlichen erfolgte durch Charles Vaughan, der in Harrow sein Schulleiter gewesen war. 1871 wurde er Diakon in Chichester und 1872 zum Priester der Kirche von England ordiniert. Danach wirkte er ab 1871 als Seelsorger in Hurstpierpoint, Sussex. 1874 ging er an die Christ Church in Southwark und 1876 an die Kirche St Margaret’s in Westminster, 1879 schließlich an St Mark’s in Kennington.
Im Jahr 1889 wurde Montgomery zum vierten anglikanischen Bischof von Tasmanien gewählt. Unmittelbar nach seiner Ankunft auf Tasmanien ließ er die Kathedrale vollenden, ungeachtet der Beschwerden aus Pfarrgemeinden auf dem Land. Er unternahm Pastoralreisen bis in entfernte Bergbausiedlungen an der Westküste der Insel und zeigte große Anteilnahme an den Belangen der indigenen Tasmanier, wobei er allerdings dem Genozid an der Urbevölkerung nicht entgegenwirken konnte. In Hobart und Launceston unterstützte er die pastorale Arbeit mit Benachteiligten; er förderte die Seelsorge an eingewanderten Chinesen. Ferner begründete er ein Hospital für Prostituierte und unverheiratete Mütter. Im Jahr 1892 befürwortete er die Gründung einer anglikanischen Diözese für Neuguinea und schrieb 1896 nach einem Besuch in der Diözese Melanesien einen wegweisenden Aufsatz über Missionsstrategien. In seiner eigenen Diözese wurde Bischof Montgomery von Evangelikalen wegen seiner hochkirchlichen Ansichten in Bezug auf Gottesdienst, Beichte und Fürbitte für die Verstorbenen scharf angegriffen. Während seiner Zeit als Bischof von Tasmanien wuchs die Mitgliederzahl seiner Diözese von 81.000 auf fast 88.000 und die Anzahl der Gebäude stieg von 75 auf 125.
Im Juni 1901 wurde er bischöflicher Sekretär der Society for the Propagation of the Gospel und trat diese Position im Januar des Folgejahres an. 1905 wurde er zum Prälat des Order of St Michael and St George ernannt und 1928 zum Honorary Knight Commander desselben Ordens ernannt. Er ging 1919 in den Ruhestand und lebte ab 1921 auf dem Familienanwesen New Park in Moville im irischen County Donegal, das ihm sein Vater 1887 hinterlassen hatte. Dort starb er am 25. November 1932 und hinterließ seine Ehefrau, fünf Söhne und zwei Töchter.

### Privatleben
Montgomery heiratete am 28. Juli 1881 in der Westminster Abbey die 16-jährige Maud Farrar, Tochter des Kanonikers von Westminster Frederic William Farrar. Mit ihr hatte er neun Kinder, darunter den Kolonialbeamten Harold Robert Montgomery, den späteren Generalfeldmarschall Bernard Montgomery und den Armeeoffizier und Biografen Brian Montgomery.
Der kanadische Schriftsteller und Journalist Charles Montgomery ist ein Enkel von Montgomerys Sohn Donald Stanley Montgomery (1886–1970). Dieser hatte sich in Kanada in Vancouver niedergelassen und dort als Rechtsanwalt praktiziert. Charles Montgomery selbst veröffentlichte 2004 das Buch The Last Heathen, in dem er sich auf die Spurensuche nach dem Erbe seines Ur-Großvaters und anderer viktorianischer Missionare im südpazifischen Archipel von Melanesien begibt.

## Werke
Montgomery veröffentlichte eine große Anzahl von Aufsätzen und Büchern, deren Themenvielfalt vom Schutz der Sturmvögel über Biographien herausragender kirchlicher Persönlichkeiten bis zu Überlegungen über das missionarische Wirken und die Zukunft der Kirche reicht.
- Foreign Missions.
- Four Months in the East.
- Francis Balfour of Basutoland: Evangelist and Bishop.
- Life's Journey.
- The History of Kennington and its Neighbourhood : With chapters on cricket past and present.
- The Life and Letters of George Alfred Lefroy D. D., Bishop of Calcutta, and Metropolitan.
- The light of Melanesia. 1896.